# دهستان بشیوه و پاطاق
دهستان بشیوه و پاطاق، یکی از دهستان‌های بخش مرکزی شهرستان سرپل ذهاب در استان کرمانشاه ایران است. مرکز این دهستان، روستای ریزوندنجف است.

## فهرست روستاها
پاطاق ، رفیع ، گاوچالی ، فولادی ، کوهالی ، کوسه‌ها، پله بید سفلی ، محمد علی قرگه ، مهکی امین بیگ ، مهکی ناصر ، پل ماهیت ، حبیب‌وند ، میان کبود قاسم ، برزلک ، داروند ، ، آینه ، ریزه‌وند نجف ، ریزه‌وند علی اکبر ، رضالک ، جلالوند علیا ، جلالوند سفلی ، بلوان (سرپل‌ذهاب) ، کلاه‌مال

## اماکن دیدنی
طاق گرا
زیج منیژه
سراب ماراب
آبشار فصلی ماراب
زیارتگاه امام عباس

## زبان
اکثریت ساکنان دهستان بشیوه و پاطاق به زبان کردی کلهری سخن می‌گویند.

## مذهب
اکثریت مردمان دهستان بشیوه و پاطاق پیرو دین اسلام و مذهب شیعه میباشند ولی در روستاهای غربی این دهستان عده‌ای اهل حق و اقلیتی اهل تسنن ساکن هستند.

## جمعیت
بر پایه سرشماری عمومی نفوس و مسکن در سال ۱۳۹۵، جمعیت دهستان بشیوه و پاطاق برابر با ۵٬۴۸۰ نفر بوده‌است.